# حكيم المطيري
حكيم سالم المطيري، لاعب كرة قدم كويتي. يلعب مع نادي النصر الكويتي، وفي يوم 29 أكتوبر 2008 حصل على بطاقة حمراء في مباراة فريقه مع نادي السالمية في الدوري الكويتي 2008/2009.